# Nickel(II) cyanat
Nickel(II) cyanat là một hợp chất hóa học vô cơ có công thức Ni(OCN)2. Hợp chất này tồn tại dưới trạng thái là các tinh thể màu lục nhạt, tan trong nước, không bền với nhiệt (phân hủy ở 80 °C (176 °F; 353 K)).

## Điều chế
Nickel(II) cyanat có thể được điều chế bằng cách cho nickel(II) oxide hoặc nickel(II) hydroxide tác dụng với acid cyanic ở điều kiện bình thường:
NiO + 2HOCN → Ni(OCN)2 + H2O

## Tính chất
Nickel(II) cyanat có đầy đủ tính chất hóa học của muối.

## An toàn
Giống như hầu hết các muối cyanat khác, nickel(II) cyanat rất độc. Do đó, khi sử dụng hợp chất này (cũng như các muối cyanat khác) phải hết sức thận trọng. Muối nickel cũng là một nguồn gây ung thư.

## Hợp chất khác
Ni(OCN)2 còn tạo một số hợp chất với N2H4, như Ni(OCN)2·2N2H4 là chất rắn màu dương.